# Rosine Maurel
Pour les articles homonymes, voir Maurel.
Marie Pauline Rosine Maurel, née le 1er décembre 1849 à Toulouse et morte le 20 février 1919 dans le 18e arrondissement de Paris, est une chanteuse et comédienne française.

## Biographie
Fille de Pierre Bernard Maurel, artiste dramatique et directeur de théâtre à Lyon, Rosine Maurel est la sœur du comédien chanteur Louis Maurel.
Chanteuse d'opérette, elle devient actrice de théâtre aux Variétés, aux Bouffes-Parisiens, puis aux Nouveautés. 
Au cinéma, elle joue en 1919 dans Chignole de René Plaissetty et en 1927 dans La Grande Envolée du même réalisateur.
Elle est morte à son domicile de la rue Dejean, à l'âge de 69 ans.